# Північноамериканська та Західно-Індійська Станція
Північноамериканська та Західно-Індійська Станція (англ. North America and West Indies Station) — одне з командувань Королівського військово-морського флоту Великої Британії, що перебувало у Північній Америці та входило до складу флоту з 1745 до 1956 року. Північноамериканська станція існувала окремо від Ямайської станції до 1830 року, після чого їх об'єднали у Північноамериканську та Західно-Індійську Станцію. 1907 році військове командування розформували, але вже в 1915 році відновили. 1926 році його перейменували на Американську та Західно-Індійську Станцію.

## Історія
У 1745 році для протидії французьким військам у Північній Америці британське адміралтейство заснувало ескадру зі штаб-квартирою у військово-морському дворі Галіфакса в Новій Шотландії. В 1767 році вперше це було оголошено командуванням Північноамериканською станцією під командуванням комодора Семюеля Гуда зі штаб-квартирою в Галіфаксі, а потім у Галіфаксі та на Бермудах. База у Галіфаксі стала основною базою для Королівського флоту в Північній Америці під час Семирічної війни, Американської революції, та Французьких революційних війн.
У 1783 році після здобуття США незалежності Бермудські острови стали єдиною територією Великої Британії, що залишилася між Новою Шотландією та Вест-Індією, отже вона була обрана як новий район дислокації командування для керування військами у цій частині світу. В 1794 році в Сент-Джорджі була відкрита база флоту, який стояв на якорі в Анкоридж Мюррей у північній лагуні. Адміралтейство також почало купувати землю на Вест-Енді на Бермудських островах, включаючи Ірландський острів, Іспанський Пойнт і менші острови у Грейт-Саунді з метою побудови Королівської військово-морської верфі на Бермудських островах і постійної військово-морської бази у Грассі-Бей. Будівництво цієї бази затягнутися на більшу частину XIX століття.
Сили британського флоту, що базувалися на Бермудських островах під час війни 1812 року, здійснювали основні операції проти американського флоту, зокрема провадили блокаду більшої частини Атлантичного узбережжя Сполучених Штатів, а також рейди на Александрію, билися в битві при Бладенсбурзі та спалення Вашингтона.
У 1813 році район командування знову став Північноамериканською станцією, Вест-Індія перейшла під юрисдикцію Ямайської станції. В 1816 році вона була перейменована на Північноамериканську та канадських озер станцію. Спочатку штаб знаходився на Бермудських островах взимку та Галіфаксі влітку, але в 1821 році Адміралтейський дім, штаб-квартира формування на Бермудських островах, став цілорічним пунктом постійної дислокації угруповання флоту, коли районом командування став йменуватися Північноамериканська та Ньюфаундлендська станція.
У 1819 році головну базу станції було переведено з Галіфакса на Бермуди, які були краще розташовані для протидії погрозам з боку Сполучених Штатів. ВМБ Галіфакса продовжувала використовуватися як літня база станції до 1907 року.
З цього часу район командування був перейменований як Північноамериканська та Вест-Індійська станція, і залишався таким до 1907 року, коли Північноамериканська та Вест-Індійська станція була розформована та замінена 4-ю крейсерською ескадрою. Вони базувались в Англії, і Бермудські острови використовувалися як допоміжна база та вугільна станція, хоча верф залишалася в експлуатації. Головнокомандувач Північноамериканської та Вест-Індійської станцій залишився на Бермудських островах. У 1905 році Королівський флот вийшов з Галіфакса, а в 1910 році Морський двір Галіфакса був переданий Королівському флотові Канади.
У 1915 році Північноамериканська та Західно-Індійська Станція була відновлена та включала 8-му крейсерську ескадру у 1924–25 рр.
29 жовтня 1956 року посада командувача Північноамериканської та Західно-Індійської Станції була скасована, в результаті чого Комодор Вест-Індії став старшим офіцером Королівського флоту в регіоні, підпорядковуючись безпосередньо головнокомандувачу Домашнього флоту в Англії. Кораблі командування були скорочені до двох фрегатів, які базувалися на Бермудських островах.

## Командування Станції

### Командувачі
Північноамериканська станція
- командор Джеймс Дуглас (1746–48)
- командор Чарльз Ватсон (1748–49)
- командор Огаст Кеппель (1751–55)
- командор Александер Колвілль (листопад 1759 — жовтень 1762)
- командор Річард Спрай (жовтень 1762 — жовтень 1763)
- контрадмірал лорд Александер Колвілль (жовтень 1763 — вересень 1766)
- капітан Джозеф Дін (вересень — листопад 1766)
- капітан Арчибальд Кеннеді (листопад 1766 — липень 1767)
- командор Семуель Худ (липень 1767 — жовтень 1770)
- командор Джеймс Гамб'єр (жовтень 1770 — серпень 1771)
- контрадмірал Джон Монтегю (серпень 1771 — червень 1774)
- віцеадмірал Семуель Грейвз (червень 1774 — січень 1776)
- віцеадмірал Річард Хау (лютий 1776 — вересень 1778)
- віцеадмірал Джеймс Гамб'єр (1778–79)
- віцеадмірал Джон Байрон (1779)
- віцеадмірал Меріот Арбатнот (1779–81)
- віцеадмірал сер Томас Грейвз (1781)
- контрадмірал Роберт Дігбі (1781–83)
- контрадмірал сер Чарльз Дуглас (1783–85)
- віцеадмірал сер Герберт Соєр (1785–89)
- віцеадмірал сер Річард  Г'юз (1789–92)
- капітан сер Руперт Джордж (1792—1794)
- віцеадмірал Джордж Мюррей (1794–96)
- віцеадмірал Джордж Вандепут (1797—1800)
- віцеадмірал сер Вільям Паркер (1800–02)
- віцеадмірал сер Ендрю Мітчелл (1802–06)
- віцеадмірал сер Джордж Берклі (1806–07)
- віцеадмірал сер Джон Борлез Воррен (1807–10)
- віцеадмірал сер Герберт Соєр (1810–13)
- адмірал сер Джон Борлез Воррен (1813–14)
- віцеадмірал сер Александер Кочрейн (1814–15)
- віцеадмірал сер Девід Мілн (1816)
- віцеадмірал сер Едвард Колпойс (1816–21)

Північноамериканська та Західно-Індійська Станція
- віцеадмірал сер Вільям Фехі (1821–24)
- віцеадмірал сер Віллоубі Лейк (1824–27)
- віцеадмірал сер Чарльз Огл (1827–30)
- віцеадмірал сер Едвард Колпойс (1830–32)
- віцеадмірал сер Джордж Кокберн (1832–36)
- віцеадмірал сер Пітер Галкетт (1836–37)
- віцеадмірал сер Чарльз Пейджет (1837–39)
- віцеадмірал сер Томас Харві (1839–41)
- віцеадмірал сер Чарльз Адам (1841–44)
- віцеадмірал сер Френсіс Остен (1844–48)
- віцеадмірал сер Томас Кочрейн (1848–51)
- віцеадмірал сер Джордж Сеймур (1851–53)
- віцеадмірал сер Артур Феншоу (1853–56)
- віцеадмірал сер Х'юстон Стюарт (1856–60)
- віцеадмірал сер Александер Мілн (1860–64)
- віцеадмірал сер Джеймс Гоуп (1864–67)
- віцеадмірал сер Джордж Манді (1867–69)
- віцеадмірал сер Джордж Веллслі (1869–70)
- віцеадмірал сер Едвард Феншоу (1870–73)
- віцеадмірал сер Джордж Веллслі (1873–75)
- віцеадмірал сер Естлі Купер Кі (1875–78)
- віцеадмірал сер Едвард Інглфілд (1878–79)
- віцеадмірал сер Леопольд Макклінток (1879–82)
- віцеадмірал сер Джон Едмунд Коммерелл (1882–85)
- віцеадмірал лорд Річард Мід (1885–86)
- віцеадмірал сер Ельгернон Лайонз (1886–88)
- віцеадмірал сер Джордж Ватсон (1888–91)
- віцеадмірал сер Джон Гопкінс (1891–95)
- віцеадмірал сер Джеймс Ерскін (1895–97)
- віцеадмірал сер Джон Арбетнот Фішер (1897–99)
- віцеадмірал сер Фредерик Бедфорд (1899–15 липня 1902)
- віцеадмірал сер Арчибальд Луцій Дуглас (15 липня 1902—1904)
- віцеадмірал сер Дей Бозангет (1904–07)
- вакант (1907–13)
- віцеадмірал сер Крістофер Кредок (1913–14)
- контрадмірал Роберт Горнбі (1914–15)
- віцеадмірал сер Джордж Петі (1915–16)
- віцеадмірал сер Монтегю Браунінг (1916–18)
- віцеадмірал сер Вільям Грант (1918–19)
- віцеадмірал сер Морган Сінгер (1919)
- віцеадмірал сер Тревільян Нейпір (1919–20)
- віцеадмірал сер Вільям Пакенгем (1920–23)
- віцеадмірал сер Майкл Калма-Сеймур (1923–24)
- віцеадмірал сер Джеймс Фергюссон (1924–26)

Американська та Західно-Індійська Станція
- віцеадмірал сер Волтер Кован (1926–28)
- віцеадмірал сер Сиріл Фуллер (1928–30)
- віцеадмірал сер Вернон Хаггард (1930–32)
- віцеадмірал сер Реджинальд Планкетт (1932–34)
- віцеадмірал сер Метью Бест (1934–37)
- віцеадмірал сер Сідні Мейрік (1937–40)
- віцеадмірал сер Чарльз Кеннеді-Парвіс (1940–41)

Старший британський військово-морський начальник у Західній Атлантиці
- віцеадмірал сер Чарльз Кеннеді-Парвіс (1942)
- віцеадмірал сер Олбан Куртіс (1942–44)
- віцеадмірал сер Ірвін Гленні (1944–45)

Американська та Західно-Індійська Станція
- віцеадмірал сер Вільям Теннент (1946–49)
- віцеадмірал сер Річард Саймондс-Тайлер (1949–51)
- віцеадмірал сер Джон Стивенс (1953–55)
- віцеадмірал сер Джон Ітон (1955–56)